# Філіп Дагерстоль
Пер Філіп Дагерстоль (швед. Per Filip Dagerstål, нар. 1 лютого 1997, Норрчепінг, Швеція) — шведський футболіст, центральний захисник польського клубу «Лех» та національної збірної Швеції.

## Клубна кар'єра
Філіп Дагерстоль народився у місті Норрчепінг і є вихованцем місцевого однойменного клуба. Але дебют футболіста на професійному рівні відбувся в іншому клубі з Норрчепінга «Сильвія», де футболіст двічі грав на правах оренди. У Аллсвенскан свою першу гру Дагерстоль провів 5 жовтня 2015 року.
У січні 2021 року Дагерстоль підписав контракт з російським клубом «Хімки». 6 березня він дебютував у новій команді. У березні 2022 року після початку російсько - української війни шведський футболіст скоритстався опцією УЄФА, яка дозволяла іноземним футболістам призупиняти дію контракту з російськими клубами, і на правах оренди до кінця сезону 2021/22 повернувся до «Норрчепінга».

## Збірна
З 2013 року Філіп Дагерстоль активно виступав у складі юнацьких та молодіжної збірних Швеції. Але у фінальні частини міжнародних турнірів жодного разу не виходив.

## Досягнення
Норрчепінг
 Чемпіон Швеції: 2015
 Переможець Суперкубка Швеції: 2015
Лех
 Чемпіон Польщі: 2024-25